# Nebova
Nebova – wieś w Słowenii, w gminie miejskiej Maribor. W 2018 roku liczyła 129 mieszkańców. 